# Mohammad Hadi Haji Rahimi

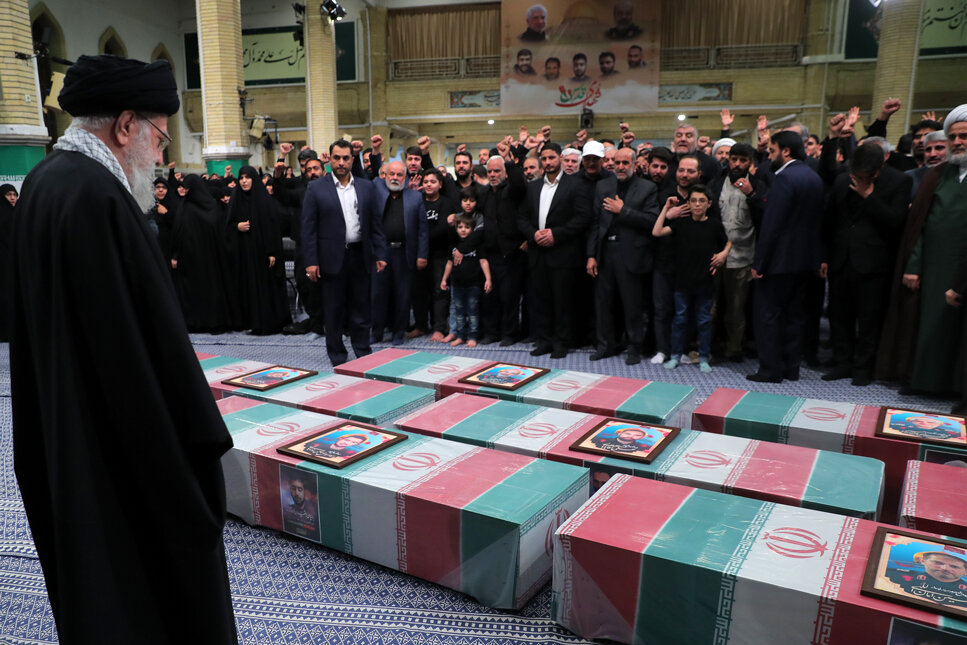
Ali Chamenei vor den Toten vom Lufwaffenangriff auf die Diplomatische Vertretung in Damaskus.

Mohammad Hadi Haji Rahimi (persisch محمدهادی حاجی رحیمی; * 20. Jahrhundert; † 1. April 2024 in Damaskus, Syrien) war ein iranischer Brigadegeneral der Al-Quds-Brigade. Der General wurde bei einem Luftwaffenangriff auf die Diplomatische Vertretung Irans in Damaskus am 1. April 2024 getötet. Rahimi war ein Stellvertreter von Muhammad Reza Zahedi und bei den Al-Quds-Brigaden zuständig für Palästina.